# Jackie Gelling
Jackie Gelling (eigentlich Jacqueline Gelling, geb. MacDonald; * 12. Oktober 1932 in Toronto) ist eine ehemalige kanadische Kugelstoßerin und Diskuswerferin.
1954 gewann sie bei den British Empire and Commonwealth Games in Vancouver Silber im Kugelstoßen, und 1955 wurde sie bei den Panamerikanischen Spielen in Mexiko-Stadt Fünfte im Diskuswurf.
Bei den Olympischen Spielen 1956 in Melbourne wurde sie Zehnte im Kugelstoßen und schied im Diskuswurf in der Qualifikation aus.
1958 holte sie bei den British Empire and Commonwealth Games in Cardiff Bronze im Kugelstoßen und wurde Neunte im Diskuswurf.
Fünfmal wurde sie Kanadische Meisterin im Kugelstoßen (1953–1956, 1958) und zweimal im Diskuswurf (1955, 1956).

## Persönliche Bestleistungen
- Kugelstoßen: 14,31 m, 30. November 1956, Melbourne
- Diskuswurf: 43,29 m, 25. August 1956, Hamilton